# Uitgeverij Thomas Rap
Uitgeverij Thomas Rap is een zelfstandig imprint van de Nederlandse uitgeverij De Bezige Bij.
In 1966 richtte Thomas Rap zijn Uitgeverij Thomas Rap op. De toenmalige compagnon Jaco Groot verliet de uitgeverij in 1971 om met uitgeverij De Harmonie voor zichzelf te beginnen. 
Thomas Rap verwierf naamsbekendheid mede dankzij het uitgeven van werk van Gerard (Kornelis van het) Reve, zoals Veertien etsen van Frans Lodewijk Pannekoek voor arbeiders verklaard;  A prison song in prose en Brieven aan kandidaat katholiek A. 1962-1969. Ook was Rap de uitgever van populaire boeken van Youp van 't Hek. 
In 1999, kort voor Raps dood, werd de uitgeverij overgenomen door De Bezige Bij, waarna de naam behouden bleef als imprint. Onder de naam De Nederlandse Sportbibliotheek werden een aantal sportboeken uitgegeven.